# Társadalmi szervezet
A társadalmi szervezetek közé tartoznak a civil szervezetek mellett a szakszervezetek, pártok, egyházak, egyesületek, minden nem állami szervezet, amely összhangban áll az alkotmánnyal és törvény nem tilt. A fegyveres szervezetek és a gazdasági szervezetek nem tartoznak a társadalmi szervezetek körébe. Ugyancsak kívül esnek e fogalmon az állam és a közigazgatás szervezetei, így az igazgatási feladatokat is ellátó köztestületek is.

## Jogi szabályozás Magyarországon
A társadalmi szervezeteket az egyesülési jogról szóló 1989. évi II. törvény szabályozta átfogóan. Azóta ez a törvény hatályát vesztette, a társadalmi szervezetek egyes fajtáit külön-külön törvények szabályozzák.
- az egyesülési jog alapján létrejött civil szervezeteket a 2011. évi CLXXV. törvény az egyesülési jogról, a közhasznú jogállásról, valamint a civil szervezetek működéséről és támogatásáról („Civil törvény”)[2]
- a szakszervezeteket Magyarország alaptörvénye és a munka törvénykönyve[3]
- az egyesületeket a polgári törvénykönyv[4]
- az egyházakat a 2011. évi CCVI. törvény a lelkiismereti és vallásszabadság jogáról, valamint az egyházak, vallásfelekezetek és vallási közösségek jogállásáról[5]

## A társadalmi szervezetek osztályozása a vezetéstudomány szerint
A társadalmi szervezetek a vezetéselmélet szempontjából nagyjából öt kategóriába sorolhatók:
- piramis- vagy hierarchikus forma
- bizottságok vagy zsűrik
- mátrixszervezetek
- ökologikus szervezetek (ökológiák)
- összetett (kompozit) szervezetek.